# Громова, Жанна Фёдоровна
Жанна Фёдоровна Громова (в девичестве Кривцун; род. 22 января 1949, Вологда) — российский тренер по фигурному катанию. Заслуженный тренер России.

## Биография
Начала заниматься фигурным катанием в 1960 году в областном совете ДСО «Труд». Первым тренером была Е. А. Кудряшова. Позже перешла в ДЮСШ по фигурному катанию, которую окончила в 1966 году. Неоднократная чемпионка областных и городских вологодских соревнований.
Высшее образование получила в Институте физической культуры имени П. Ф. Лесгафта (Ленинград), который окончила в 1971 году. По распределению попала в Норильск, где работала тренером в ДЮСШ. Позже переехала в Москву. В 1990 году окончила заочное отделение «ледовой хореографии» ГИТИСа.
Самая известная ученица Жанны Громовой — И. Слуцкая, работавшая под её руководством всю свою спортивную карьеру. Кроме того, Жанна Фёдоровна была первым тренером Ильи Авербуха, Николая Морозова, Ольги Найдёновой, Сергея Добрина, Арины Мартыновой и многих других.
В настоящее время Ж. Громова продолжает тренерскую работу в центре в Мегаспорте. Среди её бывших учеников призёры чемпионатов России: Александра Иевлева и Нина Петушкова. Также под её руководством тренировалась фигуристка, первая в России и в Европе исполнявшая тройной аксель и четверной тулуп, Людмила Нелидина.

## Награды и звания
- В 1997 году Жанна Громова получила звание заслуженного тренера России.
- После Олимпийских игр в Солт-Лэйк-Сити была удостоена ордена Дружбы.

## Разное
- В 2007 году именем Жанны Громовой назвали вологодский клуб фигурного катания[8].